# De wenende aap van Kleef
De wenende aap van Kleef: een historische satire is een Nederlandstalige jeugdroman, geschreven door Paul Biegel en uitgegeven in 1977 bij Uitgeverij Agathon in Bussum. Het is een van de weinige werken van Biegel die niet bij de Haarlemse uitgeverij Holland zijn uitgegeven.